# Omphacodes delicata
Omphacodes delicata là một loài bướm đêm trong họ Geometridae.